# 藤田徳次郎
藤田 徳次郎（ふじた とくじろう、明治13年（1880年）12月2日 - 昭和10年（1935年）9月18日）は、日本の実業家。号は耕雪。

## 来歴
藤田財閥創始者藤田伝三郎の次男として生まれる。アメリカ合衆国のニューヨーク市立大学に留学。帰国し後に藤田組取締役となる。
伝三郎の死後に兄の藤田平太郎が藤田組社長となると、徳次郎は藤田組副社長に就任する。
1917年（大正6年）、平太郎は藤田銀行を創設すると自ら頭取となって実業を再編しようとし、藤田組の鉱山部門を藤田鉱業株式会社として分離する。徳次郎はその社長に就任。
父や兄に似て美術品に造詣が深い。能楽、茶道を嗜み号を耕雪と称す（父は香雪で平太郎は江雪）。高浜虚子に師事した歌人でもあり、句集「耕雪句集」がある。また、禅宗にも傾倒し禅宗書「塗毒鼓」を藤田玄路の名で編集・出版している。
親子3代に渡るコレクションは大阪市の藤田美術館に収蔵されている。

## 家族
父は藤田財閥創始者の藤田伝三郎男爵。兄は藤田平太郎男爵、弟は藤田彦三郎。妻の勝子は貴族院勅選議員黒岡帯刀の二女。後妻の治子は三井源右衛門の養妹。
当主である兄の平太郎の死後、男爵は徳次郎の長男藤田光一が襲爵。